# Шаха (деревня)
Ша́ха (ранее — Черницкая на Шахе) — исчезнувшая деревня в Переславском районе Ярославской области России. Ныне место, где находилась деревня, находится на территории Смоленского сельского округа (центр — село Смоленское) Рязанцевского сельского поселения.

## География
Деревня являлась одним из самых южных населённых пунктов Переславского района и Ярославской области и самым юго-восточным поселением района. Шаха располагалась на левом берегу одноимённой реки. Правый берег тоже относился к Ярославской области, однако восточнее, за правобережными холмами, уже начинались земли Юрьев-Польского района Владимирской области. Здесь, тяготея к пойме реки Люпша, правого притока Шахи, находился населённый пункт Карпово (сейчас — одноимённое урочище), далее к востоку, на возвышенностях правобережья Люпши, у речки Каменки и ручья Глебовского — село Березники.
Южнее, выше по течению, имелось поселение Артёмово, относившееся к Александровскому району Владимирской области (на сегодня — урочище). Ещё южнее, на правом берегу — Бузаново (впоследствии тоже урочище). Юго-западнее деревни на левобережье Шахи, у речки Воробейки и ручья Лунёвка, на территории Александровского района, была расположена группа из нескольких населённых пунктов — деревень Спорново, Подвязье и села Долгополье.
Западнее Шахи, за холмами, на правом берегу ручья Тепенька (бассейн Рокши), помещалась ныне не существующая деревня Чернево. К северо-западу, за высотой 202,8 м, находились деревня Нечаевка (на текущий момент не имеет населения) и село Бектышево. Северо-восточнее деревни и ниже по течению, на левом берегу, в устье речки Бабухи, располагалось село Калистово (на сегодня постоянное население отсутствует).
Высоты на месте бывшей деревни — около 170 м. Возвышенности на правом и левом берегах Шахи — до 200 м. Холмы на левобережье представляли собой водораздел Шахи и Рокши. По южной окраине протекал ручей, впадавший в Шаху, болотистый исток которого фиксировался западнее. Скорость течения реки в районе деревни — 0,3 м/с. Северо-восточнее ниже по течению был брод. Почвенный покров в окрестностях деревни составляли: на возвышенностях — лесной суглинок, на склонах оврага и речной долины — переходные суглинки, на дне оврага и речной долины — чернораменные глинистые почвы, известные среди местных жителей как «студенец» или «чернозёмный студенец». Лесов вокруг деревни было мало, в оврагах севернее произрастал дуб.

## История

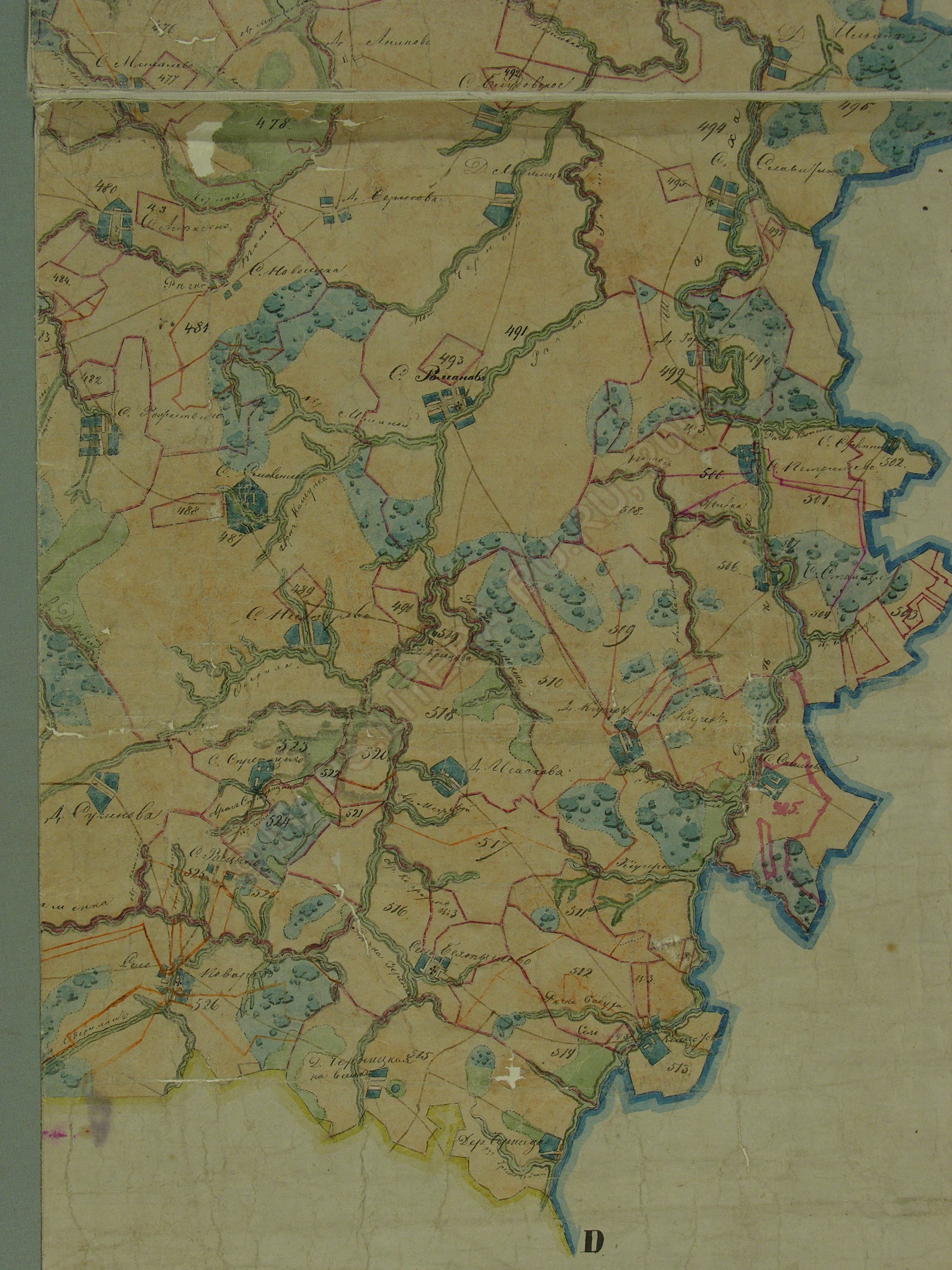
Переславский уезд. План Генерального межевания. Состояние местности: 1780-е — 1790-е годы. Масштаб: 1 верста. Внизу у точки D (где смыкается граница Переславского уезда с границей между Юрьевским — земли справа от точки D, и Александровским — земли слева от точки D, уездами) — деревня Черница

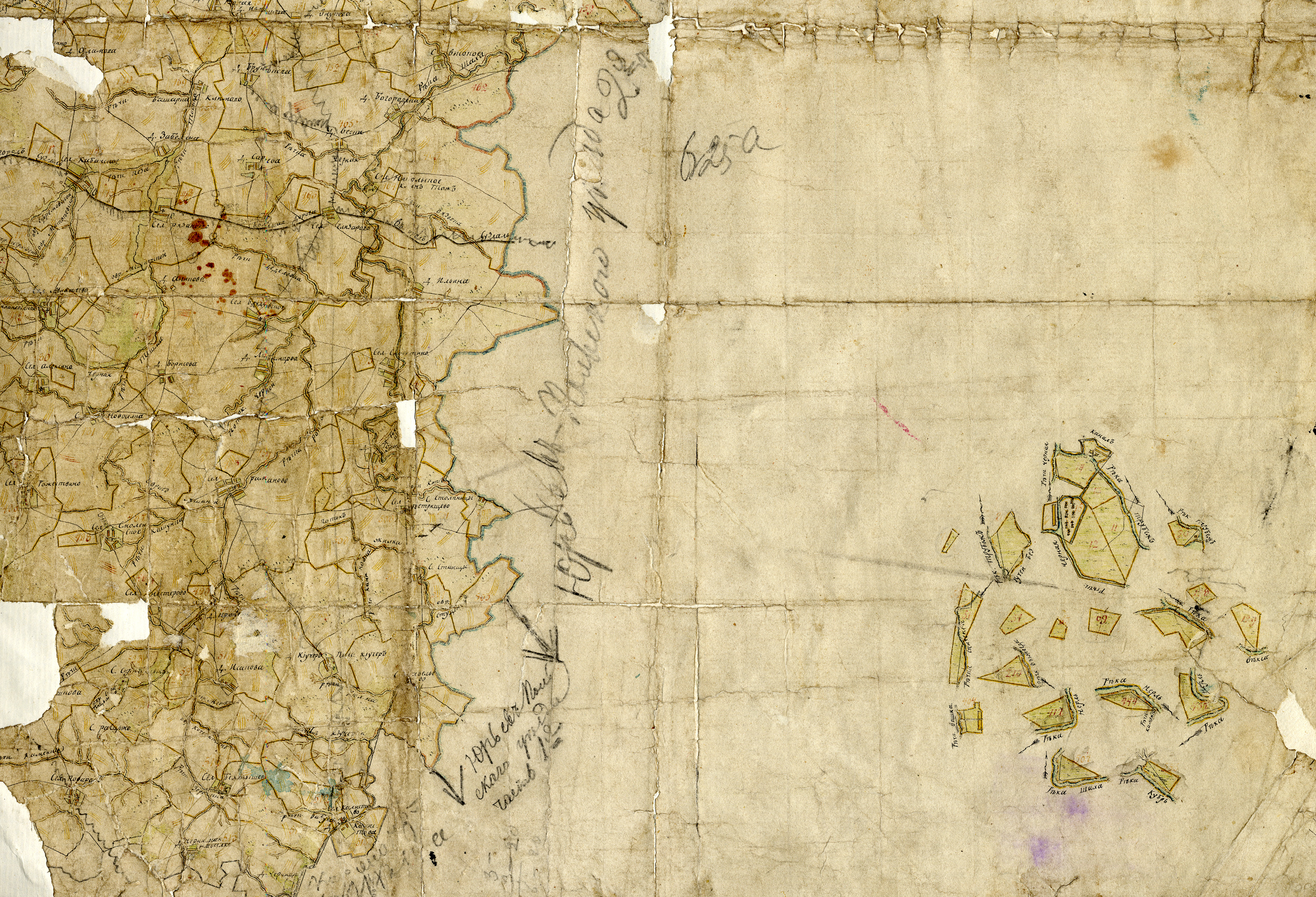
План межевания Переславского уезда в масштабе 2 версты, 1780-е — 1790-е годы. Внизу карандашом подписан участок границы с Киржачским уездом

По некоторым сведениям, деревня Черницкое на Шахе возникла не позднее 1646 года как владение Горицкого Успенского монастыря на месте одноимённой пустоши (то есть, в более раннее время здесь уже существовало поселение с таким названием). Относилась к Киучерскому стану.
В конце XVIII века деревня Черница находилась в составе Переславского уезда Владимирского наместничества, составляя единое владение с находившейся западнее деревней Черницкой на Оселке (впоследствии Чернево). Ручей к югу от Черницы именовался Гремячевским. При этом река Шаха, на которой стояло поселение, была границей уездов. Первоначально территория на правом берегу входила в Киржачский уезд, а после образования в 1796 году вместо наместничества Владимирской губернии — в Юрьевский уезд. К югу от Черницы начинались земли Александровского уезда.
Впоследствии деревня известна как Черницкая на Шахе, наряду с соседней, Черницкой на Оселке. Обе деревни относились к церковному приходу села Бектышева. По данным Специальной карты Западной части Российской империи Ф. Ф. Шуберта 1832 года издания, деревня насчитывала 21 хозяйство.
В середине XIX века Черницкая на Шахе, располагаясь в юго-восточном углу Переславского уезда, по-прежнему находилась в составе одного надела с деревней Черницкой на Оселке (по сведениям карты Владимирской губернии А. И. Менде 1850 года). Северо-восточнее, у брода, на другом берегу Шахи, стояло село Яковлево, относившееся к Юрьевскому уезду. Непосредственно к востоку от Черницкой была деревня Карпова, южнее — Бузанова (находясь на правом берегу Шахи, тоже относились к Юрьевскому уезду). Несколько юго-западнее деревни, на том же берегу реки помещалось село Артемьево, ещё дальше к западу — деревни Спорная, Долгополье, Подвязье и село Павлово (уже Александровский уезд).
К началу 1870-х годов обе Черницкие включались в категорию деревень размером от 10 до 20 дворов. При этом село Яковлево на другом берегу Шахи представляло собой на тот момент лишь господский двор и было передано из Юрьевского уезда в Александровский, по данным Специальной карты Европейской России И. А. Стрельбицкого, составленной в 1865—1871 годах (лист 57, издан в 1872 году). Обе Черницкие входили в состав Елизаровской волости (центр — село Елизарово). Пашенные земли деревень по состоянию на 1868 год были в числе лучших в уезде, поскольку были отнесены к так называемому первому разряду земель, облагаемых в уезде земским сбором по самой высокой ставке — 30 рублей за десятину в 1869 году (всего в уезде тогда было лишь 47 селений, отнесённых к первому разряду). Впоследствии деревня оказалась в составе Смоленской волости.
В советское время река Шаха у деревни стала границей Ярославской и Ивановской областей, образовавшихся в результате разделения Ивановской Промышленной области (которая, в свою очередь, ранее включила территорию Владимирской губернии). Сама деревня в тот период уже имела название Шаха. Во второй половине 1930-х — начале 1940-х годов она насчитывала 17 дворов, в то время как относившееся к Ивановской области Яковлево на другом берегу — 7 дворов. По состоянию на 1946 год восточный берег реки напротив деревни был передан Ярославской области (к этому моменту из состава Ивановской области уже была выделена Владимирская). К 1979 году деревня Шаха прекратила своё существование, от населённого пункта осталось лишь одноимённое урочище.

## Известные уроженцы
- Колобов, Леонид Александрович — советский военный деятель, генерал-лейтенант, Герой Советского Союза.